# 二条御所
二条御所（にじょうごしょ）は、戦国時代から安土桃山時代に京都府京都市上京区武衛陣町に存在した室町幕府将軍の御所・城。
徳川氏の二条城と区別して、旧二条城、二条古城とも呼ばれる。現在は旧二条城跡として知られている。また、創建当時は二条城とは呼ばれておらず、この呼称は江戸時代になって用いられたものである。当時は「武家御所」「武家御城」「公方様の御城」「二条武衛陣の御構」などと呼ばれていた。
足利義輝と足利義昭の二条御所が知られており、どちらも同じ場所にあった。義昭の御所は義輝の御所の跡地を拡大し、普請されたものである。
義輝の築城した二条御所は義輝が殺害された永禄の変で焼失し、織田信長によって築城された義昭の二条御所も、義昭と信長が敵対した二条御所の戦いの後、主を失って破却された。
また、かつて二条御所は誠仁親王の御所と同じ場所にあったとされてきたが、現在は違う場所にあったことが証明されており、そちらは二条新御所と呼ばれている。

## 歴史

### 足利義輝の時代
永禄元年（1558年）、京に帰還した足利義輝は当初、相国寺や妙覚寺を仮御所としていた。
永禄2年（1559年）7月8日、義輝は新たな将軍御所の建設を開始した（『兼右卿記』）。場所は勘解由小路室町の三管領の斯波氏の屋敷・武衛陣の跡地であり、この御所は当時、「二条武衛陣の御構」と呼ばれていた。武衛とは斯波氏の職名を由来とし、現在の旧二条城跡地の地名が「武衛陣町」であるのはこれを由来としている。また、御所の立地は勘解由小路烏丸室町間であり、二条通との接点を持たないにもかかわらず、二条の名を冠している。
洛中洛外図に描かれる斯波氏の屋敷の周囲には堀はないが、義輝による二条御所は堀を備えた本格的な居館として建造が進められた。その一方で御殿内部は豪華な様式を備えており、永禄8年（1565年）正月に見物したフロイスは、蓮や鳥の描かれた金の障壁画の美しさを書簡に残している。その建築費用は大名らによる寄付でまかなわれており、特に大友義鎮は永禄2年8月13日付大館晴光宛書状中で「御殿料」として3千貫を献上しているのに加え、義輝の母・慶寿院の居所普請費用として銭3万疋を献上しており、義鎮の家臣からの銭の献上も行われた。
義輝が二条御所に移ったのは、永禄3年（1560年）6月19日のことである。
永禄5年（1562年）3月、六角義賢が軍勢を率いて入京したため、義輝が石清水八幡宮に退避するなど、情勢は安定しなかった。そのため、二条御所は堀の拡張など城郭機能が強化され続け、永禄7年（1564年）10月には石垣構築のための石が運び込まれている。当初の規模は武衛陣と同じ1町四方だったとみられるが、のちに桜馬場を造営する際には広橋国光の屋敷の鎮守社を破壊している（『兼右卿記』永禄6年7月25日条）ように、御所の範囲拡張が行われ、最終的には北・近衛通、南・中御門通、東・東洞院通、西・室町通となる2町四方の規模となっていたと考えられている。
永禄7年10月、義輝は二条御所の大々的な増築を開始した。義輝は三好長慶の死によって畿内の情勢が流動化しつつあったことを鑑み、軍事的な緊張への備えとして、石垣や大堀を持つ城郭化された御所の建設を進めた。他方、大堀普請で上京と下京に人夫役を課した際には、役負担の重さのためか人々が逐電する有様で、そのあおりを受けて、同時期に予定されていた禁裏普請は延期せざるを得なくなった（『兼見卿記』永禄8年2月10日条）。
永禄8年（1565年）5月19日、三好義継は三好三人衆、松永久通とともに一万の軍勢で二条御所に押し寄せ、義輝に訴訟（要求）ありと訴え、取次ぎを求めて侵入した（永禄の変）。このとき、御所の石垣と大堀は完成していたが、門は完成寸前の状態であった（「京公方様御館の四方に深堀高塁長関、堅固の御造作有り。未だ御門の扉以下は出来（しゅったい）せず」『足利季世記』）。
義輝は奮戦するも、多勢に無勢であり、遂に討ち取られた。殺戮が終わると、三好軍は二条御所に火をかけ、多くの殿舎が炎に包まれたという。この日の夕刻、御所の焼け跡には夕立の雨が降ったと伝えられる。
変後、跡地には真如堂が移された。

### 足利義昭の時代

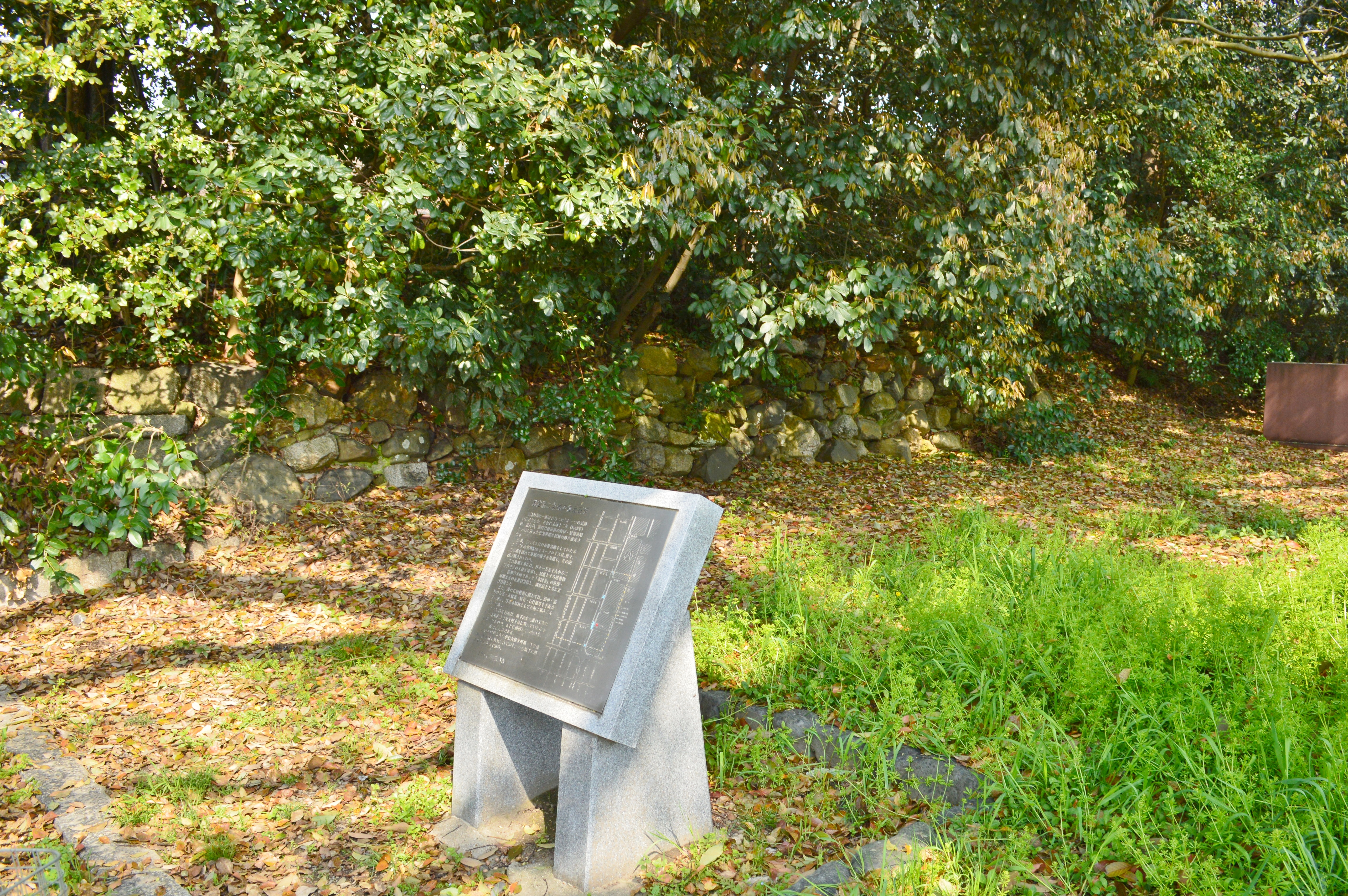
二条古城 石垣（京都御苑内）

義輝の弟・足利義昭は織田信長の武力を後ろ盾として、永禄11年（1568年）に上洛、将軍就任後は六条本圀寺を居所としていた。だが、翌12年（1569年）1月に三好三人衆による襲撃を受けた（本圀寺の変）。この時は京都にいた信長家臣団および義昭の側近らの奮戦により、三好軍を撃退し、防戦に成功した。
信長はこの戦いを受けて、さらに防備の整った御所の必要性を認識し、義昭のために城構えの居館を造営することを決めた。また、三好氏に焼き払われた「光源院（義輝）御古城」を再興する必要もあった。
御所の創建は、かつて義輝の二条御所があった地が選ばれた。そのため、この地にあった真如堂には「替地」が与えられ、普請の準備が進められた。また、御所は義輝の武衛陣の跡地を中心に北東に拡張して、約400メートル四方の敷地に2重の堀や3重の「天主」を備える城郭造の邸宅とすることにした。
2月2日、普請が「石蔵積み」から始められ、畿内のみならず、その近国の武士も参加して進められた。その数は8万人余に及んだという。この城の石垣には、近郊から集められた石仏も使われた。山科言継は石蔵に驚嘆しており、この御所が初めて本格的に石垣を積んだ城であったことを示している。
信長自身が普請総奉行として現地で陣頭指揮を執り、3ヶ月の間在京し、奉行として普請にあたった。御殿などの建築を統括する大工奉行には、村井貞勝と島田秀満が任じられた。
3月3日、細川氏一族で分家・細川典厩家の細川藤賢邸から、文字通り「鳴り物入り」で名石「藤戸石」が御所の庭園に置くために搬入された。『言継卿記』3月3日条には、「細川右馬頭庭の藤戸石、織田弾正三四千人でこれを引く、笛鼓似てこれを囃す」と記されている。このことから、信長が率先して御所の普請にあたっていたことがわかる。
4月14日、義昭は完成した二条御所に移動し、ここを本拠とした。建物の多くを本圀寺から移築することで、フロイスが『日本史』で70日間で完成した記述するほどの短期間の普請を実現した。また、義輝による二条御所の遺構を利用できたことも大きかったとみられる。さらには、屏風や絵画などの什器までも、本圀寺から運び込まれた。『日本史』では、信長が木造建築の宮殿の造営を決心したものの、新たに山や森を伐採せねばならず、工事が遅延することを恐れ、本圀寺から「きわめて巧妙に造られた塗金の屏風とともに」「すべての豪華な部屋を取り壊し、城の中で再建すること命じた」と記されている。『当代記』や『 老人雑話』にも、同様のことが記されている。建築物を奪われることに困った本圀寺の僧侶らは、松永久秀に信長への移築中止の取り成しを頼んだが、無理だと断られた。また、1500人の法華信徒らが莫大な品を信長に献上し、さらに望み通りの金銭の提供も申し出て免除を請い、将軍や朝廷にも働きかけたが、信長は取り合わなかった。
周辺からは金箔瓦も発掘されており、急ごしらえにしては豪壮な殿舎であったと考えられている。また、『言継卿記』では、室町通り沿いの「西方石蔵」は高さ「四間一尺」（約8m余）と記されており、壮観な光景であったと考えられている。
完成した御所の四周は、「東西の範囲は室町通りと東洞院通り」「北は出水通り（近衛大路）、南は丸太町通り（春日小路）」と現在では考えられている。このうち、西側は室町通りであった考えられる。そのため、義昭の御所はとても巨大なものであった。室町小路の西側からも堀が検出されていることから、二条御所の規模は南北3町・東西2町よりもさらに広く、南北3町・東西3町の大きさであったとする見解もある。
4月21日に信長が帰国した際、義昭は東の石垣上で見送ったとされる（『言継卿記』）ように、義昭が入った段階では全ての建物が完成していたわけではなかったとみられるが、義昭はその後も伊達輝宗や島津義久などの大名に御内書を送って「殿料」の支援を求め、整備を継続したと考えられている。
永禄13年（元亀元年、1570年）4月14日、二条御所の竣工を記念し、祝言として舞の興業が行われ、観世・金春の能が演じられた。義昭と信長のほか、姉小路頼綱や北畠具教、徳川家康、畠山秋高、一色義通、三好義継、松永久秀ら上洛していた諸氏と、公家衆が同席した。
元亀3年（1572年）3月、信長が上洛すると義昭は、武者小路に信長の屋敷を建設することを明らかにした。しかしその後、義昭と信長の関係は徐々に悪化し、同年9月に信長と同盟関係にあった武田信玄が徳川家康の領国に侵入したことで、信長と信玄は対立状態となり、12月に信玄が三方ヶ原の戦いで勝利を収めた。
元亀4年（天正元年、1573年）2月、義昭も反信長の立場を明らかにし、二条御所で挙兵した。また、義昭は同月より二条御所の堀の普請を行っており、信長との抗争と籠城に備えようとしたものとみられる。
3月29日、信長が入洛したが、義昭は二条御所に数千の兵とともに籠城し続けた（二条御所の戦い）。
4月、信長は上京の町屋を焼き払い（上京焼き討ち）、二条御所を包囲し、義昭に圧力をかけた。だが、御所自体に対しては攻撃を控え、正親町天皇の調停により、和議が結ばれることとなった。そして、4月27日が最終的な和平が成立し、互いの家臣が起請文を交わしたが、和平交渉中から義昭は二条御所の普請を継続し、新たな戦争に備えている。
同年6月、両者の和議は破談となり、7月3日に義昭は二条御所から宇治近郊の槇島城に向かった。この時、二条御所には公家の日野輝資と高倉永相、義昭の側近で幕臣である三淵藤英と伊勢貞興が守備のため置かれたが、織田軍に包囲されると、12日までに皆降伏した。信長は義昭が去った御所を占拠し、御所内の殿舎を破却した。その際、諸人によって御所内が略奪されるのを禁じなかった。
7月18日、槙島城の義昭も降伏し、畿内から追放され、室町幕府は実質的に滅ぶことになった（槇島城の戦い）。だが、二条御所は殿舎を破却されたものの、門や石垣、堀は残されていた。おそらく、信長は義昭と和解したのち、義昭を再びここに迎え入れようとし、そのために殿舎以外は破壊せずにいたと考えられる。

#### 廃城
天正4年（1576年）9月以降、信長は将軍御所であった二条御所の解体を進めた。同年2月に義昭が毛利輝元を頼り、備後の鞆に動座したことによって、信長は義昭との和解がもはや不可能になったと判断したため、解体に取り掛かったと考えられる。同月、信長は門や建物を取り壊し、安土に移築した。他方、石垣は諸人に略奪させており、不特定多数の人間が持ち帰ることが許された。
12月、信長は上京の人々に命じ、二条御所の堀を埋めさせた。これにより、堀もその姿を消すことになった。
このように、二条新御所の建築が進められると同時に、二条御所の解体が進められることとなった。だが、二条御所の門や石垣が二条新御所に転用された形跡はない。

## 遺構

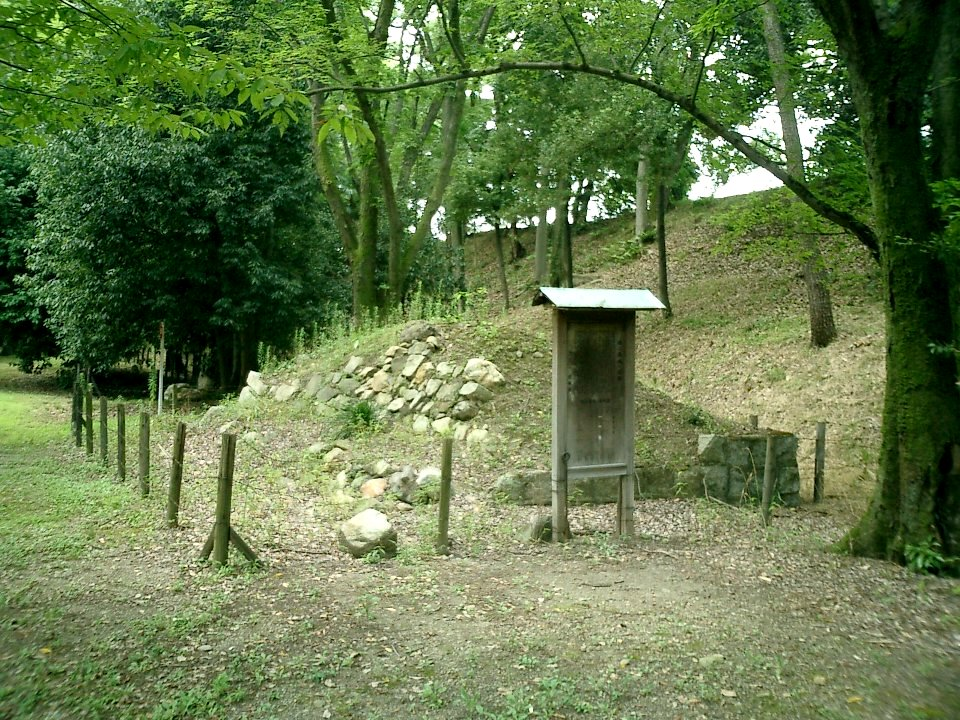
二条御所（旧二条城）石垣 （2005年8月6日撮影）

二条御所に残った天主や門は解体され、安土へ運ばれ、築城中の安土城に転用された。信長が3ヶ月の間、奉行として普請していた二条御所は現在、何一つ残されていない。
昭和50年（1975年）から昭和53年（1978年）まで、京都市営地下鉄烏丸線建設に先立つ烏丸通の発掘調査が行われ、この信長の二条御所の石垣および2重の堀の跡が確認された。その際に発掘された石垣にあった石仏が、京都文化博物館及び西京区の洛西竹林公園内に展示されている。また、石垣の一部が京都御苑椹木口の内側及び現元離宮二条城二の丸西門近辺にある御手洗近くに復元されて遺っている。

## 参考史料
- 『信長公記』
- 『耶蘇会日本年報』1573年5月27日付け、ルイス・フロイスの書簡
- 大日本史料